# Sallent
Pour les articles homonymes, voir Sallent (homonymie).
Sallent (appelée également Sallent de Llobregat) est une commune espagnole située dans la comarque de Bages et la province de Barcelone en Catalogne.

## Géographie

### Situation
La commune est située dans le centre de la province de Barcelone, au nord-est de Manresa, à 60 km au nord-ouest de Barcelone. Elle est arrosée par le Llobregat qui coupe son territoire en deux.

## Culture locale et patrimoine

### Personnalités liées à la commune
- Antoine-Marie Claret (1807-1870) : évêque et saint né à Sallent ;
- Carles Cases (1958-) : musicien né à Sallent ;
- Anna Gabriel (1975-) : femme politique née à Sallent ;
- Gabriel García de la Torre (1979-) : footballeur né à Sallent ;
- Joan García (2001-) : footballeur né à Sallent.